# Chapelle Sainte-Aldegonde
La chapelle Sainte-Aldegonde est un édifice religieux catholique classé situé dans le hameau de Flamisoul faisant partie de la commune de Bastogne en province de Luxembourg (Belgique).

## Situation
La chapelle se situe dans la partie orientale du hameau ardennais de Flamisoul, entourée par son cimetière ceint d'un mur en moellons de grès interrompu au nord par la grille d'accès.

## Historique
La chapelle a sans doute été édifiée en 1626. Il est fort probable qu’elle ait été modifiée au cours du XVIIIe siècle, comme le suggère l’encadrement des baies cintrées ornées de vitraux. Elle est restaurée en 2018 pour l'intérieur et en 2019 pour les murs extérieurs qui sont à nouveau chaulés.

## Architecture
La chapelle Sainte-Aldegonde a une longueur d'environ 15 mètres. Elle possède une seule nef de trois travées construite principalement en moellons de schiste d'Ardenne blanchis et comprend un chevet à trois pans coupés percé d'un oculus dans l'axe et une toiture d'ardoises. Les traces d'une entrée obturée sont visibles sur le pan latéral sud du chevet. Un clocheton carré en ardoises avec abat-sons surmonté d'une flèche octogonale, d'une croix en fer forgé et d'un coq en girouette domine l'édifice.
Le chœur est pavé de sept dalles funéraires, datées du XVIe au XIXe siècle, des seigneurs et maîtres des postes de l'endroit, les Machuray. L'autel polychrome, avec dorures et statues en bois peint, est dominé par la statue en bois doré de sainte Aldegonde (XVIIe siècle)
.

## Classement
La chapelle Sainte-Aldegonde de Flamisoulle, le mur d'enceinte du cimetière, les pierres et les croix funéraires et l'ensemble formé par cet édifice et le cimetière sont classés depuis le 8 avril 1987 et repris sur la liste du patrimoine immobilier classé de Bastogne
.